# Dinarisk ras

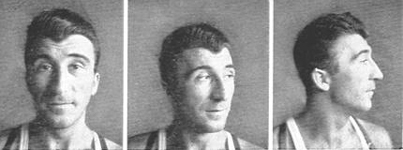
En slovak som ansågs tillhöra den dinariska rasen.

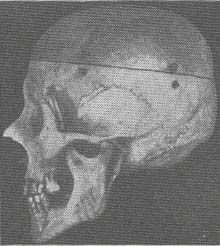
Dinarisk skalle, från Günthers Racial Elements of European History (1927).

Dinariska rasen var enligt den gamla rasbiologin en gren eller subras inom den kaukasoida eller vita rasen.
Benämningen är numer föråldrad, då indelningen i människoraser inte överensstämmer med nyare forskning, och kan uppfattas som rasistisk. Rasbiologins indelning av människosläktet grundar sig snarare på sociala och kulturella skillnader mellan olika populationer, och inte biologiska.
Denna påstådda ras har beskrivits av flera antropologer som exempelvis Joseph Deniker, Hans F.K. Günther, Carleton S. Coon, Bertil Lundman med flera. Dock har den i vissa sammanhang kallats för den adriatiska rasen.

## Karakteristika
Fenotypen ansågs karakteriseras av mörkt eller svart hår och mörka ögon. Huden var oftast mörkt pigmenterad. Ansiktsdragen hos den dinariska rasen var vanligtvis långsmala och grova. Den ansågs även ha en relativ högrest kroppsbyggnad, vilket medförde att den skilde sig från andra mer kortvuxna raser som exempelvis den alpina rasen och medelhavsrasen.
Detta har senare förkastats och kan uppfattas som rasistiskt eftersom det grundar sig på rasbiologi, som idag anses vara pseudovetenskap. Modern forskning anser att det inte existerar några skarpa rasgränser mellan olika folkgrupper, då det alltid förekommer undantag inom grupperna.

## Utbredning
Den dinariska rasen fick förmodligen sitt namn efter Dinariska alperna på grund av dess påstådda utbredning omkring detta område, dock kunde utbredningsområdet variera beroende på vilken rasbiolog som beskrev den. I huvudsak skulle den ha varit allmänt förekommande på Balkanhalvön, men förekom i vissa sammanhang även i Grekland och delar av Mindre Asien, befolkningen i mindre Asien och Kaukasien kom senare att kallas för armenoid ras.

## Bilder

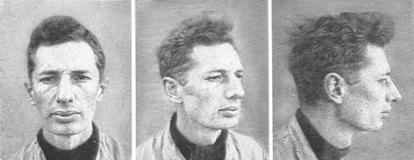
En engelsman från Yorkshire i norra England som ansågs vara "Dinaricised". Denna "typ" ansåg Coon vara representativ för de kortskalliga individer som invaderade Storbritannien under början av bronsåldern, hörande till klockbägarkulturen.
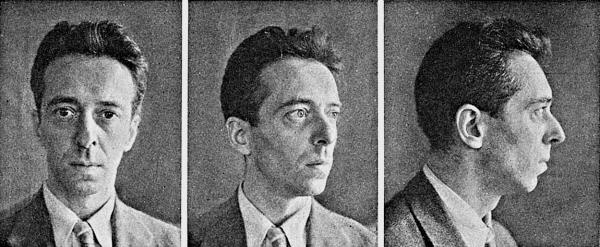
En tysk man från Heidelberg i sydvästra Tyskland som ansågs vara "Dinaricised". Enligt Coon kan han kallas för "norisk", då den mediterrana komponenten förmodligen är av s.k. "Corded"-typ.
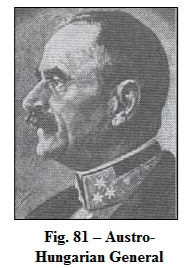
En general från Österrike-Ungern som ansågs höra till den dinariska rasen, 1927.
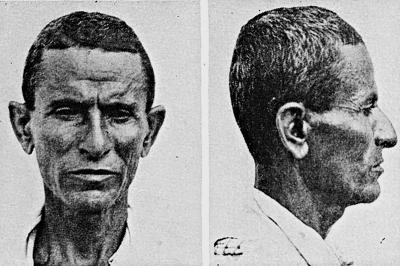
En arab från Jidda i dagens Saudiarabien som ansågs vara "Dinaricised".